# Modalisateur
En linguistique, un modalisateur est un moyen par lequel le locuteur manifeste la manière dont il envisage son propre énoncé.
Au sens large, le modalisateur peut être tout moyen morphologique, lexical, syntaxique ou intonatif par lequel se manifeste l’attitude du locuteur au sujet de ce qu’il dit.
Au sens restreint, le modalisateur est un mot ou un groupe de mots, adverbe ou locution adverbiale à l’origine, c’est-à-dire pouvant remplir une fonction syntaxique spécifique à l’adverbe, mais qui dans certains cas ne remplit pas une telle fonction. Dans ces cas, par contre, il exprime la subjectivité du locuteur, son attitude, son rapport cognitif, affectif, volitif à ce qu’il dit. Ainsi, le modalisateur peut exprimer la certitude, l’incertitude, l’atténuation, la probabilité, le renforcement de l’énoncé, la satisfaction, le soulagement, etc.

## Délimitation du modalisateur au sens restreint

### Modalisateur et adverbe
Dans les grammaires traditionnelles déjà, on a constaté que les adverbes étaient une classe lexico-grammaticale hétérogène,.
À partir des années 1960, quand la linguistique s’est de plus en plus orientée vers une approche pragmatique, dans des grammaires de diverses langues, on a délimité, dans le cadre des adverbes, une sous-classe de ceux dont le rôle est de modifier le sens de la phrase dont ils font partie en exprimant un jugement subjectif du locuteur au sujet de son propre énoncé : certitude, doute, satisfaction, étonnement, etc. L’appellation de cette sous-classe n’est pas unitaire.
Dans des ouvrages en français, on trouve des termes comme :
- adverbe de phrase ou adverbe modal : Heureusement, il n’a pas plu à la cérémonie[6] ;
- adverbe d’énonciation : Sincèrement, je suis content[7] ;
- adverbe modalisateur ou adverbe de modalité : Bien sûr, cela n’a rien de nouveau[8] ;
- modalisateur : peut-être, sans doute (appelés adverbes), à ce que je crois, selon moi (appelés incidents)[1].

En anglais aussi on utilise plusieurs termes pour dénommer cette espèce d’adverbe :
- sentence-modifying adverb « adverbe modificateur de phrase » : I certainly think so « Je le pense, bien sûr »[9] ;
- sentence-modifying adverbial « adverbe modificateur de phrase » : Perhaps he will come « Il viendra peut-être »[10] ;
- sentence adverb « adverbe de phrase » : Frankly, I don't care about your problems « Sincèrement, tes problèmes, je m’en fous »[11] ;
- sentence adverbial « adverbe de phrase » ou adsentential : He’s probably been sick for a long time « Il a sans doute été malade pendant longtemps »[12] ;
- disjunct (adverb) « adverbe disjoint »: Hopefully the rain will end soon « Espérons que la pluie va cesser bientôt »[13] ;
- modal adverb « adverbe modal » : That surely would improve with time « Ça va sûrement s’améliorer avec le temps »[14] ;
- sentence modifier adverb « adverbe modificateur de phrase » ou sentence connector adverb « adverbe connecteur de phrase » : Actually… I think she was right « En fait, je pense qu’elle avait raison »[3].

Dans des grammaires d’autres langues, par exemple du hongrois, de tels mots sont nettement délimités des adverbes, le modalisateur étant considéré comme une partie du discours à part. La délimitation a été faite par l’analyse du comportement de mots considérés traditionnellement comme adverbes, dans deux situations différentes : lorsqu’ils répondent à la question comment ?, ayant par conséquent la fonction de complément circonstanciel de manière, et quand ils ne peuvent répondre à cette question, n’étant donc pas des compléments de manière ni un autre terme de la phrase. Par exemple, dans la phrase (hu) Géza biztosan talált be a belső körbe « Géza a atteint avec assurance le cercle intérieur de la cible », biztosan est un adverbe complément de manière, mais dans Géza biztosan betalált a belső körbe « Géza a sûrement atteint le cercle intérieur de la cible », c’est un modalisateur, mot sans fonction syntaxique mais avec une fonction modale, celle d’exprimer la certitude du locuteur au sujet de ce qu’il affirme.

### Modalisateur et particule
Dans certaines grammaires d’autres langues, par exemple BCMS (bosnien, croate, monténégrin et serbe), on considère la particule comme une partie du discours à part, et le modalisateur y est inclus d’une façon ou d’une autre. Parfois il apparaît comme une sous-classe des particules, par exemple dans Čirgić 2010, avec l’appellation de particule modale ou de modifikator, ou dans Moldovan 1996, nommé particule modale. Exemple : Ceo dan učiš, sigurno si umoran « Tu étudies toute la journée, tu es sûrement fatigué ». Ailleurs, le modalisateur est inclus parmi les particules sans appellation à part, mais seulement avec la description de sa fonction : On to, naravno, nije ni mogao znati « Naturellement, il ne pouvait même pas le savoir ». Toutefois, Klajn 2005, par exemple, n’inclut pas le modalisateur parmi les particules, mais les traite comme des adverbes de phrase au chapitre sur l’adverbe : Ukratko, cilj je postignut « Bref, le but a été atteint ».
Dans des grammaires du hongrois, jusqu’aux années 1990, c’est le modalisateur qui a inclus les particules. Par la suite, certains linguistes ont délimité le modalisateur de la particule, considérant celle-ci comme une partie du discours à part. Kugler 2001 distingue ces deux classes par leur degré d’autonomie différent. Son argument est que le modalisateur peut non seulement être inclus dans une phrase proprement-dite [(hu) Géza biztosan eltalálta a célt « Géza a sûrement atteint la cible »], mais aussi constituer un mot-phrase qui répond à une question totale, comme le font oui ou non : – Géza eltalálta a célt? – Biztosan. « – Est-ce que Géza a atteint la cible ? – Sûrement. » Par contre, la particule ne peut fonctionner ainsi, mais seulement incluse dans une phrase où elle non plus n’a pas de fonction syntaxique (à comparer avec donc, dans la phrase Taisez-vous donc à la fin !).

## Sources bibliographiques
- Anscombre, Jean-Claude, « Espaces discursifs et contraintes adjectivales sur les groupes nominaux à article zéro », Mulder, Walter de et al. (dir.), Énonciation et parti pris, Actes du colloque de l’Université d’Anvers, 5-7 février 1990 (consulté le 24 mai 2018)
- (hu) Balogh, Dezső et al., A mai magyar nyelv kézikönyve [« Guide du hongrois d’aujourd’hui »], Bucarest, Kriterion, 1971
- (hr) Barić, Eugenija et al., Hrvatska gramatika [« Grammaire croate »], 2de édition revue, Zagreb, Školska knjiga, 1997  (ISBN 953-0-40010-1)
- (en) Bussmann, Hadumod (dir.), Dictionary of Language and Linguistics [« Dictionnaire de la langue et de la linguistique »], Londres – New York, Routledge, 1998  (ISBN 0-203-98005-0) (consulté le 24 mai 2018)
- (cnr) Čirgić, Adnan ; Pranjković, Ivo ; Silić, Josip, Gramatika crnogorskoga jezika [« Grammaire du monténégrin »], Podgorica, Ministère de l’Enseignement et des Sciences du Monténégro, 2010  (ISBN 978-9940-9052-6-2) (consulté le 24 mai 2018)
- (en) Crystal, David, A Dictionary of Linguistics and Phonetics [« Dictionnaire de linguistique et de phonétique »], 4e édition, Blackwell Publishing, 2008  (ISBN 978-1-4051-5296-9) (consulté le 6 avril 2023)
- Dubois, Jean, « Énoncé et énonciation », Langages, no 13, 1969
- Dubois, Jean et al., Dictionnaire de linguistique, Paris, Larousse-Bordas/VUEF, 2002 (consulté le 6 avril 2023)
- Dumont, Alexandra et al., « Démarche active de découverte sur les adverbes modalisateurs », Portail pour l’enseignement du français, Québec, Université Laval, Faculté des sciences de l’éducation, 2009 (consulté le 24 mai 2018)
- Fónagy, M., Dynamique et changement, Louvain / Paris, Peeters, 2006  (ISBN 978-90-429-1572-5) (consulté le 24 mai 2018)
- Guimier, Claude, Syntaxe de l’adverbe anglais, Lille, Presses Universitaires de Lille, 1988 (consulté le 24 mai 2018)
- (en) Jacobson, Sven, Adverbial positions in English [« Positions adverbiales en anglais »], Uppsala, AB Studentbok, 1964
- (sr) Klajn, Ivan, Gramatika srpskog jezika [« Grammaire de la langue serbe »], Belgrade, Zavod za udžbenike i nastavna sredstva, 2005  (ISBN 86-17-13188-8) (consulté le 6 avril 2023)
- (hu) Kugler, Nóra, « Próbák és szempontok a módosítószók elhatárolásához » [« Tests et points de vue pour délimiter les modalisateurs »], Magyar Nyelvőr, vol. 125, no 2, avril-juin 2001, p. 233-241 (consulté le 24 mai 2018)
- (en) Merriam-Webster Dictionary (consulté le 24 mai 2018)
- (ro) Moldovan, Valentin et Radan, Milja N., Gramatika srpskog jezika. Morfologija. Gramatica limbii sârbe [« Grammaire du serbe. Morphologie »], Sedona, Timișoara, 1996  (ISBN 973-97457-4-1)
- Molinier, Christian et Levrier, Françoise, Grammaire des adverbes, Genève / Paris, Librairie Droz, 2000  (ISBN 2-600-00416-5) (consulté le 24 mai 2018)
- (en) Möllering, Martina, « Teaching german modal particles: a corpus-based approach » [« Enseignement des particules modales allemandes. Approche basée sur des corpus »], Language Learning & Technology, vol. 5, no 3, 2001, p. 130-151 (consulté le 24 mai 2018)
- (hu) Nagy, Kálmán, Kis magyar nyelvtankönyv [« Petite grammaire du hongrois »], Bucarest, Kriterion, 1980
- (en) Simon-Vandenbergen, Anne-Marie et Aijmer, Karin, The Semantic Field of Modal Certainty. A Corpus-Based Study of English Adverbs [« Le champ sémantique de la certitude modale. Étude des adverbes anglais basée sur des corpus »], Berlin / New York, Mouton de Gruyter, 2007  (ISBN 978-3-11-019617-7) (consulté le 24 mai 2018)
- (en) Sweet, Henry, A New English Grammar [« Nouvelle grammaire de l’anglais »], 2 vol., Oxford, Calendon Press, Tallmann Ct., 1927
- (en) The Internet Grammar of English [« Grammaire internet de l’anglais »] (consulté le 24 mai 2018)
- Trésor de la langue française informatisé (TLFi) (consulté le 24 mai 2018)